# 統康生活事業
統康生活事業股份有限公司，原名惠康百貨股份有限公司或稱台灣頂好超市，為一家臺灣的連鎖超市業者，成立於1987年8月，原先主要經營頂好Wellcome及JASONS MARKET PLACE頂級超市；後於2020年12月由台灣家樂福（家福股份有限公司）併購為旗下子公司，目前統康生活事業在台灣共經營100餘間Carrefour market 家樂福超市（僅計由原頂好超市改裝之分店，不含家福股份有限公司自行開設的分店）及22間Mia C'bon Market頂級超市。

## 簡介
頂好Wellcome第一間店於1987年開設於台北市，JASONS MARKET PLACE第一間店於2003年開設於台北市。頂好Wellcome超市有7成分店集中於台灣北部地區，在台灣超市業分店數為排名第二，僅次於全聯福利中心，但由於長期經營績效不佳，單店業績不到全聯福利中心的一半，
2020年12月惠康股份有限公司由台灣家樂福收購所有股權，併購惠康旗下199間頂好Wellcome超市及25間JASONS MARKET PLACE，2021年1月至11月陸續將頂好Wellcome超市品牌更名為Carrefour market 家樂福超市；JASONS MARKET PLACE則保留原品牌經營兩年後，於2022年12月授權到期，故2022年4月至11月陸續進行品牌更名為Mia C'bon Market，以及商品調整、包裝優化、導入代客烹飪服務等店務整改。2022年11月，完成全台22家 Mia C'bon 品牌再造、賣場改裝工程。

## 歷史沿革

### 頂好企業時期
- 1971年1月16日：位於台北市大安區忠孝東路四段，臺北東區商圈的「香檳大廈」地下室，當時由頂好企業經營的頂好超級市場開業，還設有「頂好點心城」、「頂好咖啡廳」、「頂好保齡球館」及「頂好兒童遊樂場」等，該商圈也因為頂好超市，被稱為「頂好商圈」，當年全台灣只此一家，別無分處。[3] 直到1987年出售給怡和洋行旗下之牛奶國際，改由惠康超市經營。

### 怡和集團牛奶國際時期
- 1987年12月：怡和集團牛奶國際在台灣開設第1家和第2家頂好Wellcome超市，分別於台北市大安區忠孝東路四段開出「忠孝店」（由頂好超級市場更名而來），和台北市大安區安和路二段開出「安和店」，兩店為同時開幕。[4]
- 1988年3月：汐止發貨中心正式啟用。[4]
- 1988年7月：與台塑新朝超市簽定轉讓契約，承接其3間超市分店。[4]
- 1989年9月：中和生鮮處理中心正式啟用。[4]
- 1991年5月：與日商雅客超市簽定轉讓契約，承接其3間超市分店。[4]
- 1991年12月：於台灣桃園縣大園鄉（今桃園市大園區）成立大園物流中心。[4]
- 1992年7月：跨出台灣北部，開設位於台灣中部地區第一間分店頂好Wellcome超市「北平店」。[4]
- 1992年10月：頂好Wellcome超市第50間分店，位於台北市士林區華齡街的「後港店」開業；同月，推出第一代頂好Wellcome自有品牌「快省牌」。[4]
- 1993年2月：導入POS（Point of Sales，販賣時點資訊管理系統）並成功上線，成為台灣第一家使用 POS 掃瞄系統之超市零售業。[4]
- 1993年6月：開設位於台灣南部地區第一間分店「永康店」。[4]
- 1994年9月：位於台北縣中和市（今新北市中和區）的生鮮處理中心新廠成立。[4]
- 1995年9月：位於桃園縣大園鄉（今桃園市大園區）的物流中心，完成擴建正式啟用，所有乾貨及冷凍冷藏貨品都由具現代化的倉儲管理系統的物流中心統籌配送。[4]
- 1995年10月：第一家 DGO（Discount Grocery Offer）型態的超市 - 松隆店開業。[4]
- 1996年5月：頂好Wellcome超市第100間分店，位於台北市內湖區東湖的「東湖二店」開業。[4]
- 1996年12月：發展第二代頂好Wellcome自有品牌 – 特惠牌「No Frills」。[4]
- 1997年12月：發展新型態「好鄰居超市」，強調以品質優良的生鮮商品、加強顧客服務及重視賣場之規劃與氣氛營造為訴求，民族店與安和店為典型代表店。[4]
- 1998年5月：新莊、師大及淡海三家分店率先改裝為24小時分店，頂好Wellcome超市的經營朝向24小時化。[4]
- 2000年5月：成立頂好Wellcome生活網站，頂好Wellcome超市邁向e化，網站提供消費者即時上網查詢各項促銷活動及優惠商品之訊息；定期提供頂好 Wellcome 會員e-DM服務。[4]
- 2000年9月：接收美村超市12間分店，大幅拓展了頂好Wellcome超市在中部地區的據點。[4]
- 2001年12月：忠孝店轉型為「Wellcome Plus超市」。為迎合頂好商圈不同於其他地區的消費人口結構與型態，Wellcome Plus超市以精緻化的商品內容與陳列方式為主要訴求。[4]
- 2002年10月：頂好Wellcome第一家「超級生鮮市場」- 立德店開業，提供了消費者全新的超市購物觀念與空間。引進傳統市場的商品，比照市場的優惠價格，以面對面的銷售方式，並結合超市整潔衛生而明亮的環境，讓消費者能夠在現代化的購物環境中享有傳統市場中採買的樂趣；同月，接收易利購超市位於大台北地區的5間分店，頂好Wellcome超市全台灣分店數達到120間。[4]
- 2003年1月：整合惠陽超市旗下22間分店，擴展了頂好Wellcome超市在北台灣地區的版圖，使全台灣分店數躍升為144家。[4]
- 2003年8月：導入第二代 POS 系統，進行全面更新，並在各店增設寬頻通訊，改善分店的系統功能。[4]
- 2003年9月：頂好Wellcome超市第150間分店，位於台南縣佳里鎮（今台南市佳里區）的「佳里店」開業。[4]
- 2003年11月：台灣首家JASONS MARKET PLACE於台北101購物中心地下一層開業，商品主打進口貨與高檔食品，後續展店駐點皆以購物中心及百貨公司為主。
- 2003年12月：與上海商業儲蓄銀行合作，首度發行「頂好Wellcome聯名卡」。[4]
- 2004年2月：將日系超市全日青旗下8家分店納入頂好Wellcome超市體系。[4]
- 2004年11月：頂好Wellcome超市進駐美麗華百樂園地下一層開設旗艦店，為頂好Wellcome超市品牌首度進駐百貨商場。[4]
- 2006年9月：因應遠東百貨裁撤自營超市部，針對面積達400坪以上的遠東百貨板橋中山店（2006年10月開業）、新竹店（2007年1月開業），將由JASONS MARKET PLACE進駐；至於遠東百貨各分店（寶慶、桃園、台南成功、高雄）因面積僅約200坪，故由頂好量身打造推出全新超市品牌Wellcome Gourmet超市[5]（後亦計劃改裝升級頂好超市位於台北美麗華百樂園的分店[6]，並陸續開設台北欣欣百貨[7]和高雄夢時代購物中心[8]等商場分店）
- 2006年10月：頂好Wellcome超市進駐耐斯松屋時尚百貨地下一層（後已於2012年結束營業）。
- 2007年4月：頂好超市開始發展店鋪面積在100坪以下的小型店頂好Xmarket，首家店進駐台北縣新店市（今新北市新店區）玫瑰中國城社區，並陸續於台北、桃園、新竹、台中和高雄開出6家小型超市。2009年時頂好Xmarket的店數已展店至90家，頂好Xmarket當年的展店數也佔了頂好超市年度總展店數的一半，是為當時主力店型之一。
- 2009年：頂好超市推出惠聯社品牌，起初於桃園縣（今桃園市）、台北縣（今新北市）、台北市等地共開出4家分店，以小型折扣店為定位。
- 2011年3月：頂好超市全台灣店數共有290餘家，其中包含7家JASONS Market Place、6家Wellcome Gourmet超市、還有近100家小型超市店（前身為頂好Xmarket），非屬一般200坪以上中型超市規模的特殊店型比例接近四成，頂好超市小型店更急速拓展，成了現階段的展店主力。[9]
- 2012年：Wellcome Gourmet超市高雄遠百店結束營業；同年10月，Wellcome Gourmet超市桃園遠百店結束營業。
- 2014年：Wellcome Gourmet超市台北美麗華店、台北寶慶店、高雄夢時代店改裝為JASONS MARKET PLACE。[10]
- 2015年11月：業績表現優異的頂好超市台北政大店經改裝為JASONS MARKET PLACE後開業，此為首間非進駐百貨商場而是進駐住宅區店面開設JASONS分店的先例。
- 2017年：全台24家JASONS MARKET PLACE分店中，有18家在百貨商場，其餘6家則是由社區街邊店的頂好超市轉型而來。[11]
- 2020年6月：法商家樂福總公司宣布將向怡和集團牛奶國際（Dairy Farm）以9,700萬歐元（約32億臺幣）收購在台灣的惠康百貨所有股份，交易涵蓋頂好超市、JASONS Market Place，及其物流中心資產與土地。股權交易案預計於2020年底完成，預計將在股權交割完成後12月內全數更換頂好Wellcome品牌，並將頂好超市持續發展食品線上購物，成為線上購物取貨點；JASONS MARKET PLACE品牌則會稍後轉為家樂福頂級超市。[12][13]

### 家樂福集團時期
- 2020年12月：台灣家樂福與怡和集團牛奶國際（Dairy Farm）完成在台灣的惠康股份有限公司所有股權收購，併購惠康旗下199間頂好超市及25間JASONS Market Place[14]
- 2021年2月：首兩間由頂好超市改裝而成的家樂福超市敦化北店與南港舊莊店開幕，扣除少數租約到期結束營業的頂好超市分店，全台灣的頂好超市招牌與內裝於2021年1月至10月陸續更換成家樂福超市品牌[15]，並且在改裝後達到249間的家樂福超市中，有100餘間分店仍由家福公司旗下子公司惠康公司經營。
- 2022年4月：首間由JASONS MARKET PLACE改裝而成的Mia C'bon Market台北天母店開幕，由於JASONS MARKET PLACE保留原品牌2年後，2022年12月授權即到期，故扣除少數租約到期結束營業的JASONS超市分店，全台灣的JASONS超市招牌與內裝於2022年4月至11月陸續進行品牌更名為「Mia C'bon Market」頂級超市，以及商品調整、包裝優化、導入代客烹飪服務等店務整改。2022年11月19日，全數分店改裝完成。[16]
- 2023年7月25日：因遠東百貨寶慶店改建閉店，Mia C'bon台北寶慶店亦跟著結束營業。
- 2023年9月13日：公司名稱更改為統康生活事業股份有限公司。
- 2023年12月27日：Mia C'bon金門太湖店開幕，也是離島地區首間門市[17]。
- 2024年4月30日：Mia C'bon高雄漢神巨蛋店結束營業，並遷至義享時尚廣場，原址改由LOPIA超市進駐。[18]
- 2024年7月5日：Mia C'bon高雄義享店開幕[19]。
- 2024年7月30日：Mia C'bon三峽大學店結束營業，原址經改裝後改由家樂福超市進駐，於8月30日重新開幕。
- 2025年2月：Mia C'bon高雄夢時代店結束營業，原址改由LOPIA超市進駐。
- 2025年7月25日：Mia C'bonDearm Plaza店開幕。

## 店面型態

### 現有品牌
- Carrefour market 家樂福超市

由頂好Wellcome超市改裝而成的第一波分店為2021年2月4日開幕的家樂福超市台北敦化北店與南港舊莊店。家樂福超市以滿足家庭所需的生鮮蔬果和食品為經營優勢，並有提供少量進口食品，且許多門市為每日24小時營業。家樂福超市主要分為過往開設的1.0店型，以及2.0、3.0三種店型。2.0店型增加更多生鮮、烘焙、熟食品項，3.0店型則是又加上了內用休憩區，同時提供熟食便當、咖啡、烘焙等餐飲選擇。
- Mia C'bon Market

由於JASONS MARKET PLACE於2022年12月授權到期，故除了少數租約到期不續約的門市，其餘分店陸續更名為Mia C'bon Market，由JASONS MARKET PLACE改裝而成的第一間分店為2022年4月30日開幕的Mia C'bon Market台北天母店。「Mia」取名語意乘載歐陸血統，為義大利文和西班牙文，意思為「我的」，且讀音與台語的「物仔」（mih-á，即物件）相近，拉近與消費者間的距離；「C'bon」在法文中代表美好、美味之意，象徵超市在地且國際。Mia C'bon Market同樣採取高階連鎖超級市場的路線，引進超過82國、12,000種熱銷與獨家進口商品。

### 過往品牌
- 頂好Wellcome超市

以滿足家庭所需的生鮮蔬果和食品為經營優勢，且逾半門市為每日24小時營業，標語口號為頂新鮮的好鄰居、頂好Wellcome就在你身旁。因被家樂福收購，除了少數租約到期不續約的門市，其餘皆更名為Carrefour market 家樂福超市。
- Wellcome Gourmet超市

為中階連鎖超級市場品牌，其品牌識別色彩為棗紅色，提供商品結構佔比6成的進口商品，開店策略多以進駐二、三線百貨商場為主，定位類似於全聯福利中心後於2012年推出的全新超市品牌「全聯imart」（例如初期的大安延吉店）。 後期因百貨櫃位調整逐漸撤店，及自身品牌策略調整而將既有店改裝為JASONS Market Place。
- 頂好Xmarket超市

自2007年起為了突破量販店、同業超市龍頭全聯福利中心與便利商店的圍攻，而開始發展店鋪面積在100坪以下的小型超市店，陸續於台北、桃園、新竹、台中和高雄等都會區開出6家小型超市，其開設的店鋪面積多在60～80坪之間，品項數僅4,000多項，以平價乾貨與少量生鮮商品組合迎戰連鎖超商。經評估只要社區戶數達800至1,200戶，且社區消費力夠強，都可開設小型超市，由於投資成本較低，總營業額雖較一般店低，但因坪效較高，毛利不減反增；且因台灣北部面積達200坪以上的大型店面租金較高且地點難尋，故2009年時頂好Xmarket的店數已展店至90家，頂好Xmarket當年的展店數也佔了頂好超市年度總展店數的一半，是為當時主力店型之一。 後頂好Xmarket小型超市的品牌識別於2011年3月以前即已轉換為頂好Wellcome超市。
- 惠聯社

為2009年初推出的小型折扣店為定位的超市品牌，於桃園縣（今桃園市）、台北縣（今新北市）、台北市等地共開出4家分店，沒有花俏宣傳或裝潢，從店鋪外觀、招牌、內部陳列都與頂好超市正規店有所區隔，主要競爭對手為全聯福利中心及美廉社。其中有3家惠聯社位於地下室，店鋪面積大約100坪，僅在四面牆設有簡單的貨架，賣場中間使用低矮貨架，或直接將商品整箱打開販售，員工人數僅1、2人，也沒提供刷卡服務。經過近半年的初步測試，桃園八德店改為頂好Xmarket小型超市，惠聯社僅剩台北縣市內的三家分店，並且仍在調整營運、商品結構。
- JASONS MARKET PLACE

採取高階連鎖超級市場的路線，提供商品結構佔比7~8成的進口食品，以及提供代客烹調等服務，初期（2003年～2013年）開店策略多以進駐一線百貨商場為主，才能有效拉高客單價，穩定獲利。2014年後才開始設面積較小的分店，以及二、三線百貨設點，並將業績表現優異的頂好超市獨立街邊店，改裝升級為JASONS MARKET PLACE。

## 分店資訊（Mia C'bon Market）
統康生活事業於台灣共經營100多間Carrefour market 家樂福超市（因需與母公司家福股份有限公司經營之分店合併計算，故在此不列出實際總分店數，詳見家樂福#分店資訊）及22間Mia C'bon Market。

### 現有分店
| 縣市   | 分店                 | 地址                                              | 開幕             | 開幕                 | 開幕                | 開幕             |
| 縣市   | 分店                 | 地址                                              | 頂好Wellcome超市 | Wellcome Gourmet超市 | JASONS MARKET PLACE | Mia C'bon Market |
| ------ | -------------------- | ------------------------------------------------- | ---------------- | -------------------- | ------------------- | ---------------- |
| 臺北市 | 台北大葉店 旗艦店    | 111027 台北市士林區三玉里忠誠路二段55號           |                  |                      | 2004年9月25日       | 2022年8月1日     |
| 臺北市 | 台北101店 旗艦店     | 110051 台北市信義區市府路45號B1                   |                  |                      | 2003年11月          | 2022年11月19日   |
| 臺北市 | Dream Plaza店        | 台北市信義區松高路11號B1                          |                  |                      |                     | 2025年7月25日    |
| 臺北市 | 台北天母店           | 111049 台北市士林區天母西路3號2F                  |                  |                      | 2015年8月21日       | 2022年4月30日    |
| 臺北市 | 台北美麗華店         | 104051 台北市中山區敬業三路20號                   | 2004年11月       | 2007年左右           | 2014年9月           | 2022年7月1日     |
| 臺北市 | 台北林森店           | 104012 台北市中山區林森北路247號                  |                  | 2007年左右           | 2014年7月25日       | 2022年6月21日    |
| 臺北市 | 台北京站店           | 103022 台北市大同區承德路一段1號B3                |                  |                      | 2009年12月          | 2022年7月14日    |
| 臺北市 | 台北安和店           | 106419 台北市大安區義安里安和路二段80號           |                  |                      | ？年                | 2022年5月18日    |
| 臺北市 | 台北和平店           | 106602 台北市大安區羅斯福路二段41-49號B1          |                  |                      | ？年                | 2022年5月18日    |
| 臺北市 | 台北政大店           | 116016 台北市文山區萬壽路27號                     |                  |                      | 2015年11月6日       | 2022年5月28日    |
| 新北市 | 永和比漾店           | 234011 新北市永和區中山路一段238號                |                  |                      | 2017年7月7日        | 2022年7月11日    |
| 新北市 | 新北中和環球店       | 235011 新北市中和區中山路三段122號                |                  |                      | 2014年11月          | 2022年10月3日    |
| 新北市 | 林口三井店           | 244015 新北市林口區文化三路一段356號              |                  |                      | 2016年1月           | 2022年6月4日     |
| 桃園市 | 桃園新天地店         | 330012 桃園市桃園區同德五街63號1、2樓及65號1、2樓 |                  |                      | 2015年12月30日      | 2022年5月25日    |
| 桃園市 | 中壢SOGO店           | 320680 桃園市中壢區元化路357號B1                  |                  |                      |                     | 2024年1月26日    |
| 新竹縣 | 竹北高鐵店           | 302053 新竹縣竹北市文興路二段2號                  |                  |                      | 2018年9月           | 2022年6月8日     |
| 新竹市 | 新竹大遠百店         | 300191 新竹市東區西大路323號B1                    |                  |                      | 2007年1月           | 2022年7月21日    |
| 臺中市 | 台中中友店           | 404335 台中市北區三民路三段161號A棟               |                  |                      | 2007年9月           | 2022年8月20日    |
| 臺南市 | 台南南紡店           | 701015 台南市東區中華東路一段366號                |                  |                      | 2014年12月          | 2022年7月1日     |
| 高雄市 | 高雄義享店           | 804058 高雄市鼓山區大順一路115號 B2               |                  |                      |                     | 2024年7月5日     |
| 高雄市 | 高雄漢神店           | 801747 高雄市前金區成功一路266之1號B3             |                  |                      | 2005年12月          | 2022年7月1日     |
| 金門縣 | 金門太湖店（昇恆昌） | 891001 金門縣金湖鎮太湖路二段198號                |                  |                      |                     | 2023年12月27日   |

### 歇業分店
| 縣市   | 分店           | 開幕                 | 開幕                                                    | 開幕             | 歇業                 | 歇業                | 歇業             |
| 縣市   | 分店           | Wellcome Gourmet超市 | JASONS MARKET PLACE                                     | Mia C'bon Market | Wellcome Gourmet超市 | JASONS MARKET PLACE | Mia C'bon Market |
| ------ | -------------- | -------------------- | ------------------------------------------------------- | ---------------- | -------------------- | ------------------- | ---------------- |
| 台北市 | 台北寶慶店     | 2006年左右           | 2014年8月                                               | 2022年6月11日    |                      |                     | 2023年7月24日    |
| 新北市 | 新北板橋店     |                      | 2006年10月26日開幕 2016年9月9日時隔兩年遷回原址重新開幕 |                  |                      | 2022年9月8日        |                  |
| 新北市 | 三峽大學店     |                      | 2017年7月28日                                           | 2022年5月25日    |                      |                     | 2024年7月30日    |
| 台中市 | 台中豐原店     |                      | 2016年10月20日                                          |                  |                      | 2022年10月23日      |                  |
| 高雄市 | 高雄大統店     |                      | 2017年3月                                               |                  |                      | 2020年4月           |                  |
| 高雄市 | 高雄漢神巨蛋店 |                      | 2015年4月                                               | 2022年6月22日    |                      |                     | 2024年4月30日    |
| 高雄市 | 高雄夢時代店   | 2008年6月27日        | 2014年11月                                              | 2022年6月1日     |                      |                     | 2025年2月        |
| 屏東縣 | 屏東店         |                      | 2016年4月                                               |                  |                      | 2022年11月30日      |                  |

## 外部連結
- Mia C'bon （页面存档备份，存于）
- Mia C'bon - LINE 官方帳號 （页面存档备份，存于）
- （繁體中文） 台灣公司資料 （页面存档备份，存于）
- Mia C'bon的Facebook專頁
- Mia C'bon的Instagram帳戶